# Wellen (België)

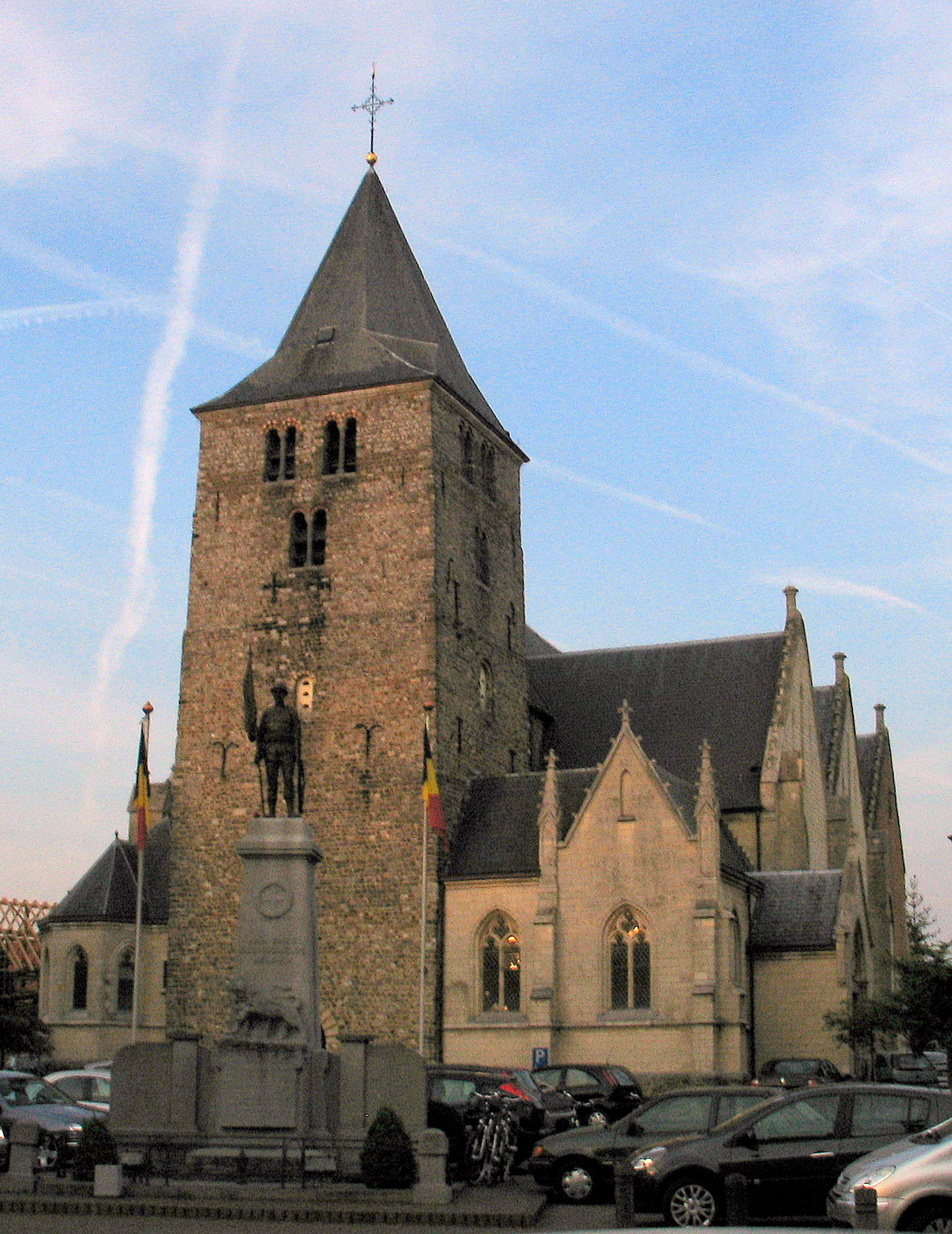
De Sint-Jan-de-Doperkerk

Wellen (Limburgs: Wuèlle of Wille) is een gemeente in de provincie Limburg in België en
behoort tot het kieskanton en het gerechtelijk kanton Borgloon. De gemeente telt ongeveer 7.500 inwoners.
Wellen ligt in Haspengouw, de fruitstreek in zuidelijk Limburg. Onder de inwoners van Zuid-Limburg is Wellen bekend als de Bokkenrijders.

## Toponymie
De naam Wellen is afkomstig van het Middelnederlandse "wellene", en betekent bron of put. Er zijn immers vele en spontaan opwellende bronnetjes. Een andere uitleg voor de naam komt van het Latijnse villina terra, en betekent landbouwuitbating. De naam verscheen voor het eerst in schriftelijke bronnen in 1158.

## Geschiedenis
Op het grondgebied van Wellen zijn prehistorische voorwerpen gevonden, waaronder een stenen bijl (1894) en silex-steentjes waarmee deze voorwerpen werden geslepen. Ook werd er Romeins aardewerk aangetroffen.
Het is onduidelijk wanneer Wellen precies is ontstaan, maar archeologische vondsten duiden op een vestiging in de Frankische tijd (5e - 7e eeuw). Het puin dat door de rivier de Herk op die plek wordt afgezet, blijkt een geschikte plek voor veeboeren.
Wellene of Welnis wordt pas in de tweede helft van de 12e eeuw in 'officiële' bronnen vermeld.
De gemeente was lange tijd verbonden aan de abdij van Munsterbilzen, en dit op zowel administratief, juridisch als kerkelijk gebied. De verbondenheid aan deze abdij komt door de landeigenares die het klooster stichtte rond 670. Landrada stond al haar wereldlijke bezittingen af aan de abdij.
Vanaf de 12e eeuw werd de abdij een eerder elitair, adellijk stift voor dames en begon het zich te gedragen als een kapittel van kanunnikessen, geleid door een prinses-abdis. Deze prinses-abdis had verschillende rechten, zoals het tiendrecht en patronaatsrecht en grondrechten en hoogheerlijke rechten. Uiteindelijk noemde zij zich de soevereine vorstin van de abdij en haar gebieden. De door haar benoemde schepenbanken waren onderworpen aan de Loonse wetten, een beroep tegen een veroordeling kon aangetekend worden te Munsterbilzen. Vele Bokkenrijders uit Wellen werden in dit beroep zo tot de doodstraf veroordeeld, op twee jaar tijd 27. Rond 1760 werd in Wellen 40% van de mannelijke bevolking genoemd in de processen rond de bokkerijders. Dankzij dit grote aantal beschuldigingen en doodstraffen kregen de inwoners van Wellen de bijnaam de Bokkenrijders. Negentien al of niet vermeende Bokkenrijders werden in de Wellense Bonderkuil terechtgesteld.
In de 15e eeuw koos Wellen partij tegen prins-bisschop Lodewijk van Bourbon en diens bondgenoten, de Bourgondiërs. De Bourgondiërs, onder leiding van Karel de Stoute, sloegen terug en versloegen de opstandelingen in 1466, nabij de kapel van Oetersloven. In 1467 kwamen ze nogmaals in opstand, waarop de Bourgondiërs, onder leiding van Adolf van Kleef-Ravenstein, het dorp platbrandden en de kerk plunderden.
Verdere krijgshandeling teisterden Wellen, en wel in 1579, tijdens het beleg van Maastricht door de troepen van Parma; in 1636 waren het de troepen van Jan van Weert; in 1654 en 1657 waren het Lotharingse troepen en in 1673 de Franse troepen van Lodewijk XIV die Wellen onveilig maakten en schattingen oplegden.
Van 1789-1793 was Wellen een belangrijk centrum van de Patriotten, die in opstand kwamen tegen de macht van pastoor en regenten.
Op 11 juni 2023 werd een referendum gehouden over de vraag of de gemeente moet fuseren met een of meer buurgemeenten. Het aantal inwoners dat hun stem uitbracht, bedroeg 1491. De voor geldigheid noodzakelijke opkomst van 20% werd niet gehaald, er waren zes stemmen te weinig. Door de te lage opkomst werden de stemmen niet geteld zoals in het Decreet Lokaal Bestuur is voorgeschreven.

## Geografie

### Hydrografie
De Herk stroomt aan de westkant van het centrum. Ze komt de gemeente binnen via Borgloon, stroomt daarna langs Berlingen, dan door Wellen en vervolgens verlaat ze de gemeente Wellen en stroomt ze Alken binnen.

### Deelgemeenten
|   | Naam      | Opp. (km²) | Inwoners (2020) | Inwoners per km² | NIS-code |
| - | --------- | ---------- | --------------- | ---------------- | -------- |
| 1 | Wellen    | 17,07      | 6.208           | 364              | 73098A   |
| 2 | Herten    | 1,31       | 93              | 71               | 73098B   |
| 3 | Berlingen | 2,51       | 194             | 77               | 73098C   |
| 4 | Ulbeek    | 5,92       | 859             | 145              | 73098D   |

### Overige Kernen
Bos, Beurs, Kukkelberg, Langenakker, Oetersloven, Overbroek, Russelt en Vrolingen.

### Aangrenzende gemeenten
| Aangrenzende gemeenten | Aangrenzende gemeenten | Aangrenzende gemeenten | Aangrenzende gemeenten | Aangrenzende gemeenten |
| ---------------------- | ---------------------- | ---------------------- | ---------------------- | ---------------------- |
| Alken                  |                        |                        |                        | Hasselt                |
|                        |                        |                        |                        |                        |
|                        |                        |                        |                        |                        |
|                        |                        |                        |                        |                        |
| Sint-Truiden           |                        |                        |                        | Tongeren-Borgloon      |

## Demografie

### Demografische ontwikkeling voor de fusie
- Bronnen:NIS 1831 t/m 1970=volkstellingen, 1976=inwonersaantal op 31 december

### Demografische ontwikkeling van de fusiegemeente
Alle historische gegevens hebben betrekking op de huidige gemeente, inclusief deelgemeenten, zoals ontstaan na de fusie van 1 januari 1977.
- Bronnen:NIS, Opm:1831 tot en met 1981=volkstellingen; 1990 en later= inwonertal op 1 januari

| Inwoners van jaar tot jaar op 1 januari 1992 tot heden | Inwoners van jaar tot jaar op 1 januari 1992 tot heden | Inwoners van jaar tot jaar op 1 januari 1992 tot heden |
| jaar                                                   | Aantal                                                 | Evolutie: 1992=index 100                               |
| ------------------------------------------------------ | ------------------------------------------------------ | ------------------------------------------------------ |
| 1992                                                   | 6.459                                                  | 100,0                                                  |
| 1993                                                   | 6.503                                                  | 100,7                                                  |
| 1994                                                   | 6.516                                                  | 100,9                                                  |
| 1995                                                   | 6.504                                                  | 100,7                                                  |
| 1996                                                   | 6.522                                                  | 101,0                                                  |
| 1997                                                   | 6.585                                                  | 102,0                                                  |
| 1998                                                   | 6.629                                                  | 102,6                                                  |
| 1999                                                   | 6.671                                                  | 103,3                                                  |
| 2000                                                   | 6.725                                                  | 104,1                                                  |
| 2001                                                   | 6.751                                                  | 104,5                                                  |
| 2002                                                   | 6.768                                                  | 104,8                                                  |
| 2003                                                   | 6.781                                                  | 105,0                                                  |
| 2004                                                   | 6.785                                                  | 105,0                                                  |
| 2005                                                   | 6.835                                                  | 105,8                                                  |
| 2006                                                   | 6.930                                                  | 107,3                                                  |
| 2007                                                   | 6.998                                                  | 108,3                                                  |
| 2008                                                   | 7.103                                                  | 110,0                                                  |
| 2009                                                   | 7.265                                                  | 112,5                                                  |
| 2010                                                   | 7.356                                                  | 113,9                                                  |
| 2011                                                   | 7.383                                                  | 114,3                                                  |
| 2012                                                   | 7.405                                                  | 114,6                                                  |
| 2013                                                   | 7.371                                                  | 114,1                                                  |
| 2014                                                   | 7.415                                                  | 114,8                                                  |
| 2015                                                   | 7.423                                                  | 114,9                                                  |
| 2016                                                   | 7.374                                                  | 114,2                                                  |
| 2017                                                   | 7.406                                                  | 114,7                                                  |
| 2018                                                   | 7.402                                                  | 114,6                                                  |
| 2019                                                   | 7.372                                                  | 114,1                                                  |
| 2020                                                   | 7.354                                                  | 113,9                                                  |
| 2021                                                   | 7.413                                                  | 114,8                                                  |
| 2022                                                   | 7.459                                                  | 115,5                                                  |
| 2023                                                   | 7.473                                                  | 115,7                                                  |
| 2024                                                   | 7.490                                                  | 116,0                                                  |
| 2025                                                   | 7.479                                                  | 115,8                                                  |

## Politiek

### Structuur
De gemeente Wellen ligt in het kieskanton Borgloon en het provinciedistrict Sint-Truiden, het kiesarrondissement Hasselt-Tongeren-Maaseik (identiek aan de kieskring Limburg).
| Wellen           | Wellen           | Supranationaal         | Nationaal                         | Nationaal          | Gemeenschap       | Gewest            | Provincie         | Arrondissement           | Provinciedistrict | Kanton          | Gemeente        |
| ---------------- | ---------------- | ---------------------- | --------------------------------- | ------------------ | ----------------- | ----------------- | ----------------- | ------------------------ | ----------------- | --------------- | --------------- |
| Administratief   | Niveau           | Europese Unie          | België                            | België             | Vlaanderen        | Vlaanderen        | Limburg           | Tongeren                 | Tongeren          | Tongeren        | Wellen          |
| Administratief   | Bestuur          | Europese Commissie     | Belgische regering                | Belgische regering | Vlaamse regering  | Vlaamse regering  | Deputatie         | Deputatie                | Deputatie         | Deputatie       | Gemeentebestuur |
| Administratief   | Raad             | Europees Parlement     | Kamer van volksvertegenwoordigers | Vlaams Parlement   | Vlaams Parlement  | Vlaams Parlement  | Provincieraad     | Provincieraad            | Provincieraad     | Provincieraad   | Gemeenteraad    |
| Kiesomschrijving | Kiesomschrijving | Nederlands Kiescollege | Kieskring Limburg                 | Kieskring Limburg  | Kieskring Limburg | Kieskring Limburg | Kieskring Limburg | Hasselt-Tongeren-Maaseik | Sint-Truiden      | Borgloon        | Wellen          |
| Verkiezing       | Verkiezing       | Europese               | Federale                          | Federale           | Vlaamse           | Vlaamse           | Provincieraads-   | Provincieraads-          | Provincieraads-   | Provincieraads- | Gemeenteraads-  |

### Geschiedenis

#### (Voormalig) burgemeesters
Onderstaande tabel toont de burgemeesters van de fusiegemeente Wellen vanaf 1977. Een volledig overzicht van de burgemeesters van Wellen en haar deelgemeenten (1830-heden) staat hier.
| Periode | Periode    | Burgemeester                     |
| ------- | ---------- | -------------------------------- |
|         | 1977-1982  | André Hayen (CVP)                |
|         | 1983-1988  | Eloi Vandersmissen (PVV)         |
|         | 1989-1994  | Francis Bosmans (CVP)            |
|         | 1995-1996  | Eloi Vandersmissen (VLD)         |
|         | 1996-1998  | Jeannine Leduc (VLD)             |
|         | 1999-2002  | Francis Bosmans (CD&V)           |
|         | 2003-2010  | Johan Vanschoenwinkel (Open Vld) |
|         | 2011-2012  | Francis Bosmans (CD&V)           |
|         | 2013-heden | Els Robeyns (Vooruit)            |

#### Resultaten gemeenteraadsverkiezingen sinds 1976
| Partij of kartel     | Partij of kartel                           | 10-10-1976 | 10-10-1976 | 10-10-1982 | 10-10-1982 | 9-10-1988 | 9-10-1988 | 9-10-1994 | 9-10-1994 | 8-10-2000 | 8-10-2000 | 8-10-2006 | 8-10-2006 | 14-10-2012 | 14-10-2012 | 14-10-2018 | 14-10-2018 | 13-10-2024 | 13-10-2024 |
| Stemmen / Zetels     | Stemmen / Zetels                           | %          | 17         | %          | 17         | %         | 17        | %         | 17        | %         | 17        | %         | 17        | %          | 19         | %          | 19         | %          | 19         |
| -------------------- | ------------------------------------------ | ---------- | ---------- | ---------- | ---------- | --------- | --------- | --------- | --------- | --------- | --------- | --------- | --------- | ---------- | ---------- | ---------- | ---------- | ---------- | ---------- |
|                      | CVP1 / CD&V2 / SAMENA                      | 50,351     | 9          | 43,861     | 8          | 31,861    | 5         | 28,361    | 5         | 27,31     | 4         | 27,662    | 4         | 19,422     | 3          | 17,82      | 3          | 27,7A      | 5          |
|                      | N-VA1 / SAMENA                             | -          |            | -          |            | -         |           | -         |           | -         |           | -         |           | 11,81      | 2          | 10,31      | 1          | 27,7A      | 5          |
|                      | PVV1 / VLD2 / Open Vld3 / Bruisend Wellen4 | 28,521     | 5          | 30,641     | 5          | 31,541    | 5         | 29,772    | 5         | 34,852    | 6         | 30,222    | 5         | 22,63      | 4          | 20,73      | 4          | 21,44      | 4          |
|                      | SP / SP-ROB2 / sp.a-ROB3 / Vooruit-ROB4    | 21,131     | 3          | 25,51      | 4          | 36,611    | 7         | 19,351    | 3         | 37,852    | 7         | 42,113    | 8         | 46,193     | 10         | 37,33      | 9          | 36,24      | 8          |
|                      | ROB                                        | -          |            | -          |            | -         |           | 22,53     | 4         | 37,852    | 7         | 42,113    | 8         | 46,193     | 10         | 37,33      | 9          | 36,24      | 8          |
|                      | Voor Alle Wellenaren                       | -          |            | -          |            | -         |           | -         |           | -         |           | -         |           | -          |            | 10,9       | 2          | 14,8       | 2          |
|                      | GeVeWe                                     | -          |            | -          |            | -         |           | -         |           | -         |           | -         |           | -          |            | 3,0        | 0          | -          |            |
| Totaal stemmen       | Totaal stemmen                             | 4244       | 4244       | 4485       | 4485       | 4814      | 4814      | 4924      | 4924      | 5201      | 5201      | 5519      | 5519      | 5620       | 5620       | 5741       | 5741       | 4050       | 4050       |
| Opkomst %            | Opkomst %                                  |            |            |            |            | 98,79     | 98,79     | 97,24     | 97,24     | 97,25     | 97,25     | 98,15     | 98,15     | 95,61      | 95,61      | 96,1       | 96,1       | 66,6       | 66,6       |
| Blanco en ongeldig % | Blanco en ongeldig %                       | 1,53       | 1,53       | 2,7        | 2,7        | 2,91      | 2,91      | 3,53      | 3,53      | 3,44      | 3,44      | 3,84      | 3,84      | 3,61       | 3,61       | 4,4        | 4,4        | 1,6        | 1,6        |

De zetels van de gevormde meerderheid staan vetjes afgedrukt. De grootste partij staat in kleur.
De rode cijfers naast de gegevens duiden aan onder welke naam de partijen telkens bij een verkiezing opkwamen.

## Bezienswaardigheden
Wellen heeft een aantal bezienswaardigheden, waaronder een aantal kerkgebouwen:
- De Sint-Jan-de-Doperkerk is de hoofdkerk van de gemeente. Het gebouw is een mengeling van romaanse, gotische en neogotische bouwstijlen. De westtoren is romaans en heeft kleine rondboogvensters. In de kerk bevindt zich een renaissancedoksaal.
- De Ursulinenkapel is het enige restant van een neogotisch schoolcomplex.
- De Wellenmolen, een watermolen op de Herk, nabij het centrum.
- De Graetmolen, een voormalige watermolen op de Herk.
- De Canadawinning, Boswinning en Borgwinning zijn vierkantshoeves
- Diverse andere woningen en boerderijen, onder andere een aantal vakwerkhuizen.
- In de stroopstokerij Bleus in het gehucht Vrolingen wordt nog op ambachtelijke wijze stroop vervaardigd.
- Internationaal Bromfietstreffen Wellen. Sinds 1987 wordt iedere 1e zondag van september een groots internationaal bromfietstreffen mét onderdelenmarkt en toerrit voor klassieke bromfietsen gehouden aan de Daalstraat en rondom de kerk.

In de andere deelgemeenten:
- Het Kasteel Trockaert in de deelgemeente Ulbeek is een classicistisch kasteel gelegen tussen het groen met een Franse tuin en een brede gracht.
- Historisch dorpsplein van de deelgemeente Ulbeek, waar het Haspengouws dorp in het openluchtmuseum van Bokrijk op gebaseerd is.
- Oude Brouwerij Hayen te Ulbeek.
- De kapel van Oetersloven is een bedevaartskerk die op 1 mei door velen uit de omgeving bezocht wordt.
- Sint-Agathakerk te Berlingen is een neoklassiek - neogotisch gebouw.
- De Sint-Lambertuskerk in Herten.

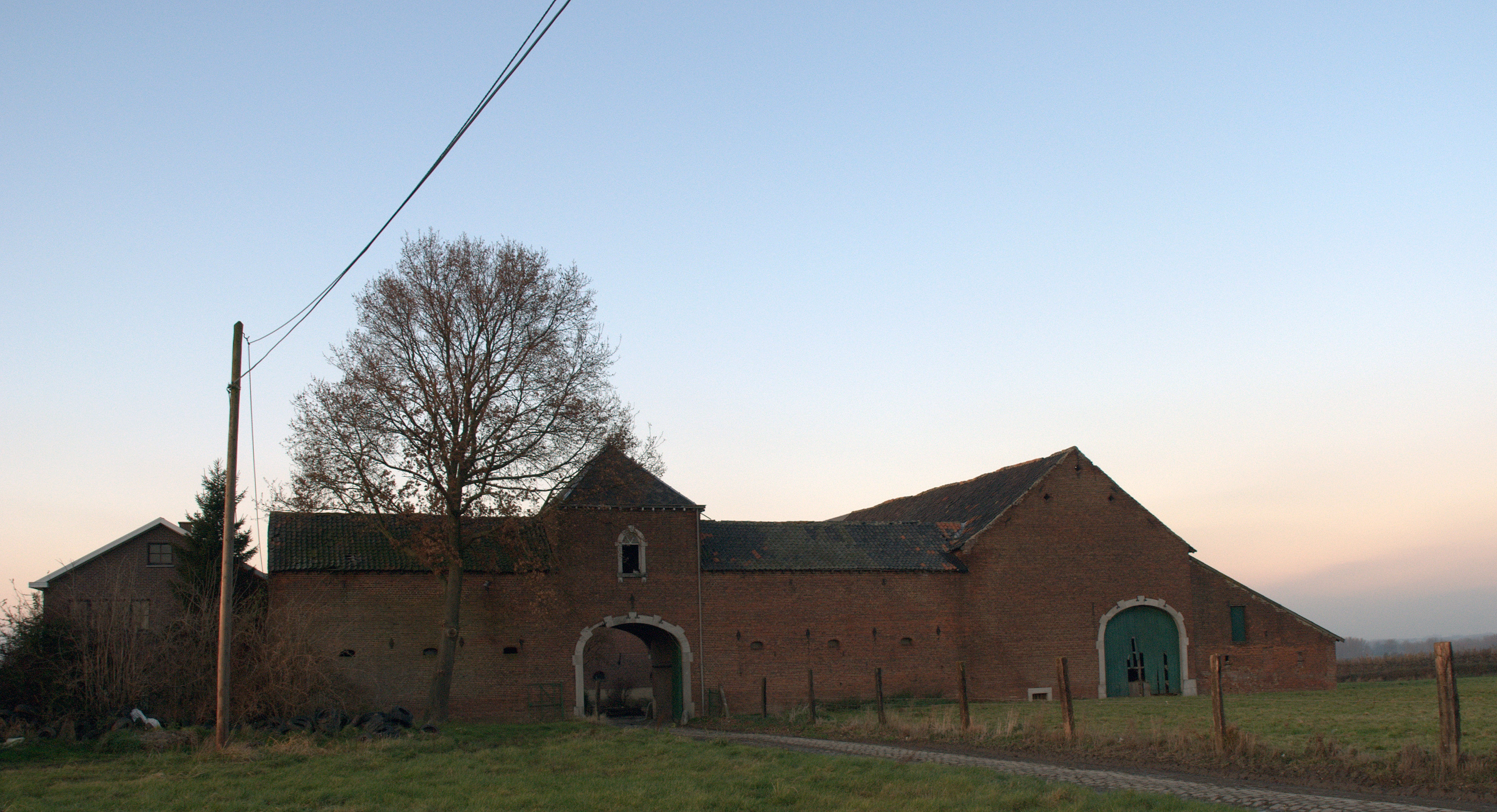
De Canadawinning
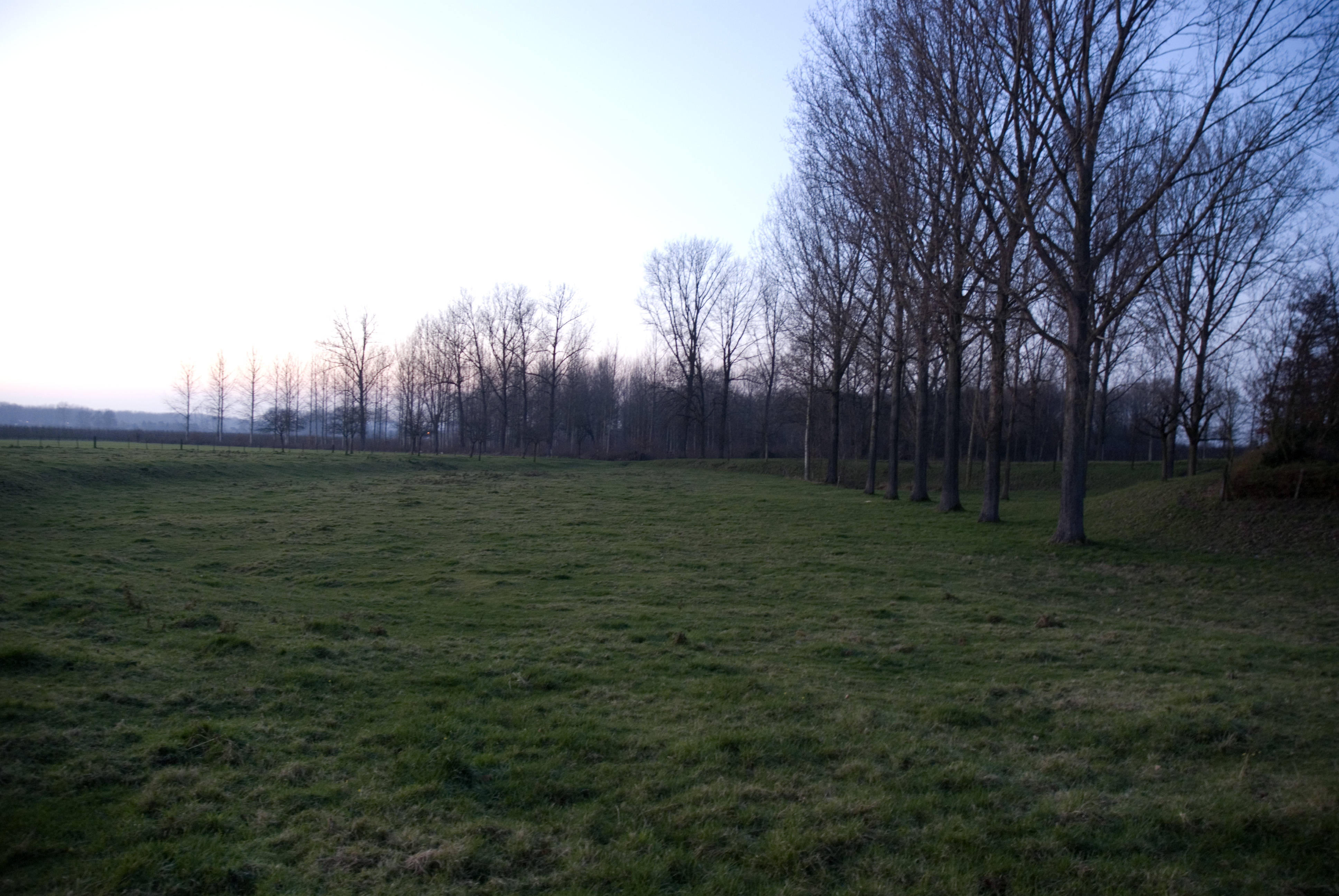
De Bonderkuil, waar negentien Bokkenrijders werden terechtgesteld

## Natuur en landschap
Wellen bevindt zich in Vochtig-Haspengouw. De plaats is gelegen in de vallei van de Herk, die hier in noordelijke richting stroomt. De hoogte varieert van 40 tot 81 meter. Langs de Herk bevinden zich twee natuurgebieden:
- De Broekbeemd, ten zuiden van Wellen,
- Grote Beemd, ten noorden van Wellen.

In de 15e en 16e eeuw werd op enkele plaatsen de wijnbouw bedreven, terwijl tegenwoordig de fruitteelt van belang is.

## Economie
Wellen is altijd een agrarische gemeente geweest, maar hoe langer hoe meer werd de fruitteelt gecombineerd met het wonen in de gemeente. Vooral na de Tweede Wereldoorlog.
Buiten de landbouw zijn er ook een aantal industriële bedrijven (of waren), zoals Sentinel (een diskettefabriek, zoals het genoemd wordt in de volksmond) en ANL Plastics (het plastiekfabriek). Beide bedrijven werden door de familie Neven opgericht en uitgebouwd. Sentinel ging in 2004 failliet. Verder is er ook een stroopfabriek in Vrolingen die nog volledig op de traditionele manier te werk gaat.

## Sport
- Volleybal: Wevoc Wellen
- Voetbal: KVK Wellen

## Bekende Wellenaren
- Ida Fourier (1797-1869), Bokkenrijdersdochter en stichter van Sancta Maria in Sint-Truiden
- Max De Vries (1914-2014), communist en verzetsstrijder
- Wilfried Nelissen (1970), voormalig profwielrenner